# Walnut Creek (Ohio)
Walnut Creek es un lugar designado por el censo (en inglés, census-designated place, CDP) situado en el condado de Holmes, Ohio, Estados Unidos. Según el censo de 2020, tiene una población de 908 habitantes.

## Geografía
La localidad está ubicada en las coordenadas 40°32′47″N 81°43′46″O / 40.54639, -81.72944. Según la Oficina del Censo, tiene una superficie de 5.76 km² de tierra firme y 0.004 km² de agua.

## Demografía
Según el censo de 2020, hay 908 personas residiendo en la localidad. La densidad de población es de 157.64 hab./km². El 99.23% de los habitantes son blancos, el 0.33% son de otras razas y el 0.44% son de una mezcla de razas. Del total de la población, el 0.88% son hispanos o latinos de cualquier raza.